# Набура Павло Федотович
Павло Федотович Набура (1924, село Куна, тепер Гайсинського району Вінницької області — ?) — український радянський діяч, комбайнер колгоспу імені Леніна Гайсинського району Вінницької області. Депутат Верховної Ради СРСР 5—6-го скликань.

## Біографія
Народився в селянській родині.
У березні 1944—1946 роках — у Радянській армії, учасник німецько-радянської війни. Служив кулеметником 500-го окремого кулеметно-артилерійського батальйону 159-го Дністровського укріпленого району 40-ї армії 2-го Українського фронту.
У 1946—1958 роках — робітник цукрового заводу; комбайнер Гайсинської машинно-тракторної станції (МТС) Гайсинського району Вінницької області.
З 1958 року — комбайнер, ланковий-комбайнер колгоспу імені Леніна села Куна Гайсинського району Вінницької області.
Член КПРС з 1959 року. Освіта середня спеціальна.
Потім — на пенсії.

## Нагороди
- орден Трудового Червоного Прапора (26.02.1958)
- орден Вітчизняної війни ІІ ст. (6.04.1985)
- ордени
- медаль «За відвагу» (2.11.1944)
- медалі